# Караїмський фольклорний ансамбль «Достляр»

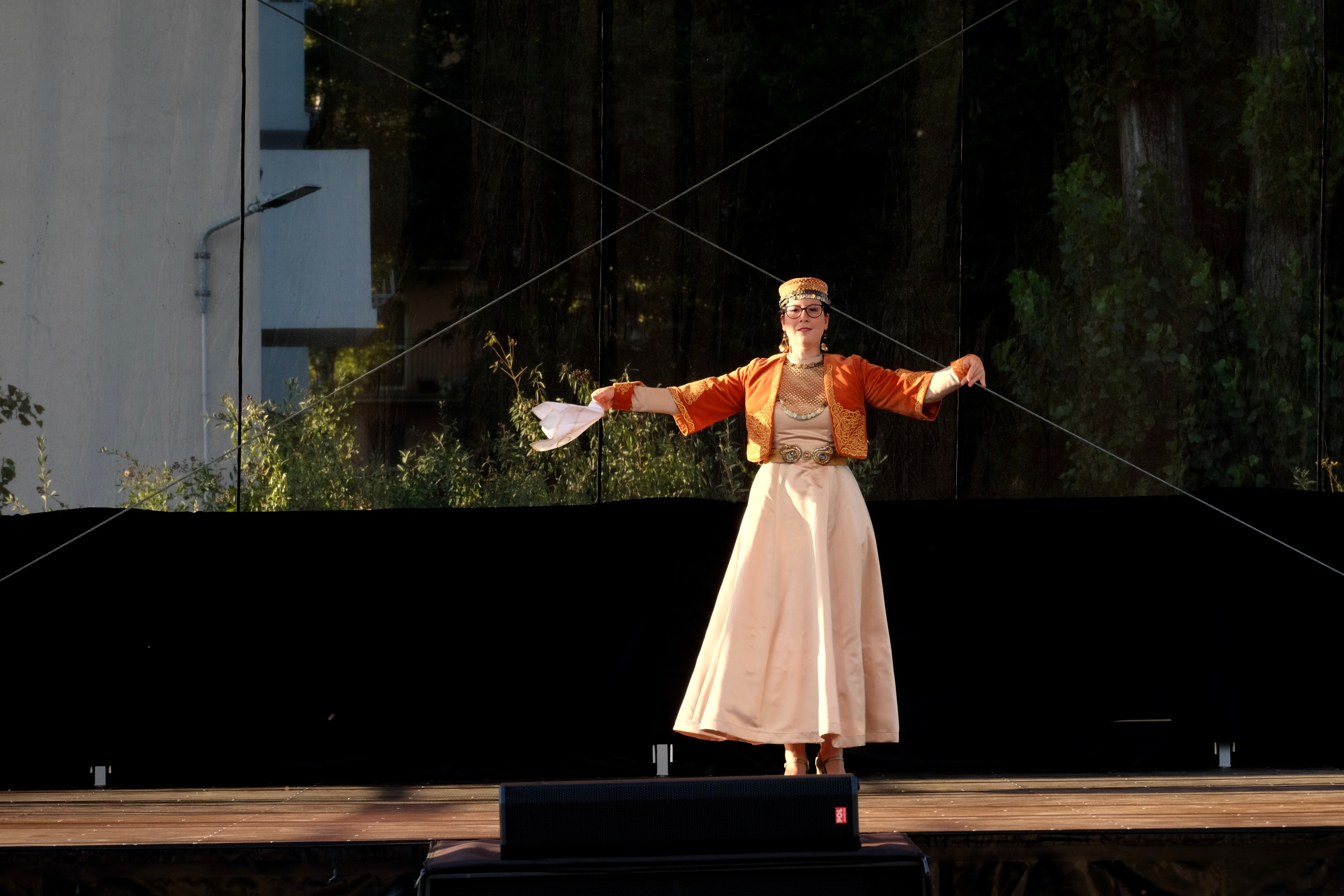
Артистка караїмського фольклорного гурту «Достляр» під час виступу під час церемонії присвоєння імені Караїмській площі у варшавському районі Воля (03.09.2022)

Караїмський фольклорний ансамбль «Достляр» (караїм. Друзі) - фольклорний колектив караїмської меншини в Польщі.
Ансамбль був заснований у 2003 році під назвою Sanduhacz (karaim. Соловей) у Троках на Віленщині. Спочатку в цьому колективі виступала разом караїмська молодь з Польщі та Литви. У 2006 році польська секція гурту була перейменована в Dostłar.
Ансамбль виступає на численних заходах караїмської культури та національних меншин у Польщі, Литві, Україні (Крим), Туреччині та Росії. Гурт культивує фольклорні традиції та караїмську мову. В даний час команда складається з восьми осіб. Хореограф групи - Малгожата Боровець, режисер - Зофія Врублевська, керівник організації - Віолета Фіркович.

## Зовнішні посилання
- Офіційний вебсайт караїмського фольклорного ансамблю "Dostłar" [Архівовано 9 травня 2008 у Wayback Machine.]